# Partners in Crime (film)
Partners in Crime is een Amerikaanse film uit 2000 van regisseur Jennifer Warren.

## Verhaal
Wanneer de rijke Philip Weems lijkt te zijn ontvoerd, wordt rechercheur Gene Reardon op de zaak gezet. Maar dan bemoeit de FBI zich met de zaak en wordt zijn gezag een stuk minder. Als de leider van het FBI team dan ook nog de ex van Gene blijkt te zijn wordt alles nog gecompliceerder. Toch verloopt de samenwerking tussen hen steeds beter, maar de zaak wordt steeds gevaarlijker.

## Rolbezetting
| Acteur             | Personage            |
| ------------------ | -------------------- |
| Rutger Hauer       | Gene Reardon         |
| Paulina Porizkova  | Wallis P. Longsworth |
| Andrew Dolan       | Lloyd Dyer           |
| Frank Gerrish      | Buster Cummings      |
| Dalin Christiansen | Mike Pelton          |
| Sarah Ashley       | Stacey Reardon       |
| Geoff Hansen       | Philip Weems         |